# Jose Luis Colas
Jose Luis Colas — хімічний танкер для перевезення хлору, споруджений на замовлення іспанської компанії Energías e Industrias Aragonesas (EIASA).
У 1973 році EIASA ввела в дію завод електролізу в промисловій зоні Палос-де-ла-Фронтера поблизу міста Уельва. Частину виробленого хлору розраховували постачати до Великої Британії, для чого EIASA спеціально замовила хімічний танкер-хлоровоз. Є відомості, що він став першим хлоровозом, призначеним для морських рейсів (до того вже існували судна, що транспортували хлор по каналах та в регіоні Великих Озер). Судно назвали на честь тодішнього голови ради директорів EIASA.
Будівником обрали іспанську верф Astilleros Reunidos Del Nervion з Більбао. Враховуючи нестандартний характер замовлення, передачі власникові не було невдовзі за спуском судна в лютому 1974-го, а припала вона лише на серпень 1976-го. Що стосується завершення сертифікації та першого рейсу, то вони відбулись лише в серпні 1977-го.
Танкер мав два термоізольовані танки з системами охолодження, що могли підтримувати вантаж при температурі від мінус 5 до 0 градусів. З урахуванням підвищеної небезпеки майбутнього вантажу, судно обладнали поперечним підрулюючим носовим гвинтом, що використовував потужність 200 к.с. та мав запобігати зіткненням. Крім того, на кораблі були резервуари для 120 м3 каустичної соди, яку б могли використати у випадку витоку хлору для його нейтралізації. Нарешті, обладнали непроникні свинцеві камери, де мав би переховуватись екіпаж на випадок неконтрольованої аварії (камери мали засоби зв’язку, баки для резерву повітря, запаси продовольства та значних обсягів води, а також захисні маски та костюми).
У середньому двічі на місяць «Jose Luis Colas» здійснював рейс з Уельви до Лондондеррі (Північна Ірландія) до заводу DuPont. Через все той же характер вантажу судну заборонили проходити через певні райони, тому воно не проходило протокою між Британськими островами, а огинало Ірландію з заходу, що нерідко створювало додаткові ускладнення з огляду на погоду. В 1991-му судно припинило цю діяльність, при цьому за час його експлуатації на зазначеній лінії воно перевезло 112 тисяч тонн хлору.
Втім, на цьому історія судна остаточно не завершилась. Відомо, що в 1999-му його сфотографували в Об’єднаних Арабських Еміратах. У деяких джерелах судно характеризується як призначене для перевезення зрідженого нафтового газу (ЗНГ, пропан-бутанова фракція).
Наразі в інформаційних системах судно рахується як таке, що припинило діяльність.